# Антуриум Асебей
Анту́риум Асебе́й (лат. Anthurium acebeyae) — многолетнее травянистое вечнозелёное растение, вид рода Антуриум (Anthurium) семейства Ароидные, или Аронниковые (Araceae).
Вид назван в честь ботаника из Боливии Ампаро Р. Асебей (англ. Acebey, Amparo R., 1973 г. рожд.), первой опубликовавшей информацию об этом виде.

## Ботаническое описание
Эпифиты.
Междоузлия 1—2 см длиной, 1,7 см в диаметре.

### Листья
Катафиллы 11—15 см длиной, тёмно-коричневые, сохраняющиеся полунеповреждёнными (с неповреждённой вершиной и бледными волокнами в основании), иногда остающиеся в виде волокнистой сетки.
Черешки 30—54 см длиной, до половины длины листовой пластинки, полуцилиндрические, узкие, с тупыми рёбрами или мелкожелобчатые, полуглянцевые, зелёные, в высохшем виде от тёмно-коричневых до чёрных. Листовые пластинки треугольно-стреловидные, 41—54,5 см длиной, 23—28 см шириной, в 1,7—2,2 раза длиннее ширины, глубоколопастные в основании, заострённые на вершине, полукожистые, от зелёных до тёмно-зелёных и полуглянцевые сверху, более бледные и более глянцевые снизу, в высохшем виде от тёмно-зелёных до тёмно-коричневых сверху, от жёлто-зелёных до жёлто-коричневых снизу.
Нижние лопасти 11—16,5 см длиной, 8—10 см шириной, обычно направленные вниз, иногда немного наружу; верхняя лопасть от плоской до широковогнутой. Основные жилки в числе от 6 до 8, первая пара свободная от основания, вторая пара иногда свободная от основания, четвёртая пара и пары более высокого порядка соединены в 5—6 см от основания; жилка более высокого порядка свободная на длине 2,5—5,5 см. Центральная жилка узкая, немного бледнее поверхности листовой пластинки и с острым углом сверху, бледнее листовой пластинки и узкоокруглённая и выпуклая снизу, в высохшем виде такого же цвета или слегка темнее листовой пластинки; первичные боковые жилки по 8—10 с каждой стороны, отклонённые от центральной жилки под углом 30°—50°, утопленные и одного цвета с листовой пластинкой сверху, узковыпуклые и немного бледнее листовой пластинки снизу.

### Соцветие и цветки
Соцветие вертикальное. Цветоножка 23—39 см длиной. Покрывало зелёное, 8,5—15 см длиной, 1,1—1,5 см шириной, раскидистое, согнутое.
Початок 7,5—22,5 см длиной, 4—9 мм в диаметре; ножка 3—20 мм длиной, от зелёного до тёмно-зелёного, полуглянцевая. Цветки 1,8—2,2 мм длиной. 7—9 цветков, видимых в основной спирали. Боковые лепестки 0,9—1,0 мм шириной, внутренний край округлённый, внешний — двусторонний; пыльники 0,4—0,6 мм длиной; пыльца белая.

## Распространение
Встречается в Боливии.
Растёт в предгорных сырых лесах, на высоте 1500—2300 м над уровнем моря.